# Eric Harland

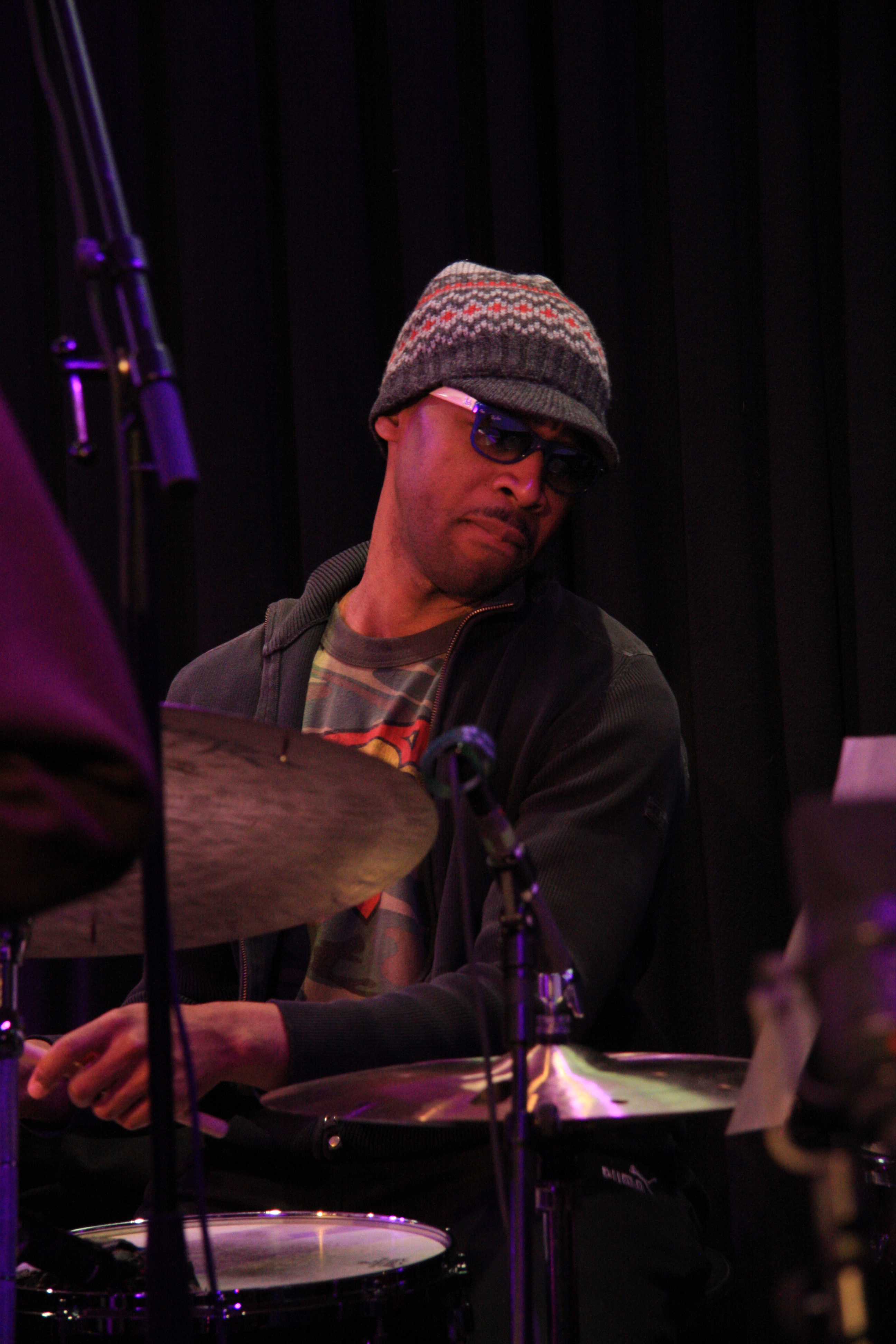
Eric Harland

Eric Du'sean Harland (* 8. November 1978 in Houston, Texas) ist ein US-amerikanischer Jazz-Schlagzeuger.

## Leben und Wirken
Nach seiner Ausbildung an der High School for the Performing and Visual Arts, er trat noch vor Ort auf, wurde Wynton Marsalis bei einem Workshop auf ihn aufmerksam und er bekam ein Stipendium an der New Yorker Manhattan School of Music. Danach studierte er Theologie an der Houston Baptist University (College of Biblical Studies) und ist Pfarrer.
Harland spielte mit mehreren der M-Base Künstler wie Greg Osby, Geri Allen, Jason Moran und Ravi Coltrane und trat bei Konzerten mit Künstlern wie McCoy Tyner, Betty Carter, Dave Holland und Charles Lloyd auf; mit letzterem hat er im Trio Sangam mit dem Tabla-Spieler Zakir Hussain gearbeitet. Eric Harland ist ein Mitglied des SFJAZZ Collective und wirkte bei Aaron Parks Blue Note Debütalbum Invisible Cinema mit. Bei der 65. jährlichen Down Beat Leserumfrage erschien er in der Liste der besten Schlagzeuger zusammen mit Altmeistern wie Roy Haynes und Elvin Jones. Er wirkte außerdem an Aufnahmen von Terence Blanchard (Wandering Moon, 1999), Liberty Ellman, Stefon Harris (Black Action Figure 1999), Kenny Garrett, Rigmor Gustafsson, Mark Shim, Brett Sroka, John Swana, Gregory Tardy, Gilad Hekselman (Far Star, 2022) und des SFJazz Collective mit. Mit Terence Blanchard hat Eric Harland 18 Filmmusiken aufgenommen.
Die New York Times urteilte, „er lege den Rhythmus für die Zukunft des Jazz fest“.

## Diskografische Hinweise
- Land of Giants (2003) mit McCoy Tyner, Bobby Hutcherson, Charnett Moffett
- Sangam (2004) mit Charles Lloyd, Zakir Hussain
- Live at the 2007 Monterey Jazz Festival (2007)
- Voyager (2010)